# ヴィクトル・グリニャール
フランソワ・オーギュスト・ヴィクトル・グリニャール（François Auguste Victor Grignard, 1871年5月6日 – 1935年12月13日）はフランス・マンシュ県のシェルブール出身の化学者。

## 生涯
帆の製造業者の息子として生まれ、リヨンで数学を学んだ後に化学に転向し、フィリップ・バルビエールに学ぶ。
1910年からナンシー大学の教授に就任。バルビエールの研究を元に開発したグリニャール試薬発見の功績で、1912年にポール・サバティエと共にノーベル化学賞を受賞した。この研究によって有機合成が一段と進展した。
第一次世界大戦では伍長として従軍し、毒ガス（ホスゲンの合成及びイペリットの検出）の研究を行っている。ドイツ側で彼と対抗したのが同じくノーベル化学賞を受賞したフリッツ・ハーバーである。
1919年以降リヨン大学教授を務め、1935年にリヨンで生涯を閉じた。

## グリニャール反応
グリニャール最大の業績は、マグネシウムを使ってケトンとハロゲン化アルキルを結合させる新たな技法を開発したことである。この反応は有機合成化学の発展に重要な役割を果たした。以下の2段階で行われる。
1. 「グリニャール試薬」を作る。これは有機ハロゲン化合物 R-X（Rはアルキル基またはアリール基、Xは臭化物またはヨウ化物などのハロゲン化合物）とマグネシウムの反応で生成される有機マグネシウム化合物である。グリニャール試薬は一般に R-Mg-X で表されるが、実際の構造はもっと複雑である。
2. カルボニル基を加える。ケトンまたはアルデヒドをグリニャール試薬の入った溶液に加える。Mgと結合していた炭素原子がカルボニル基の炭素原子と結合し、カルボニル基の炭素と結合していた酸素がマグネシウムと結合してアルコキシドを形成する。これはカルボニル基への求核付加反応の一例である。その後、酸性水溶液を加えることでアルコールが得られ、マグネシウム塩はその後に処分される。

グリニャール反応はより小さな分子から有機化合物を作る重要な手段である。この業績により、同じくフランス人のポール・サバティエと共に1912年のノーベル化学賞を受賞した。

## 栄誉
- 1912年 - フランス化学会よりラヴォアジエ・メダルを受賞[2]
- 1933年 - レジオンドヌール勲章、コマンドゥール[3]